# Геролд Шпет
Геролд Шпет (на немски: Gerold Späth) е швейцарски белетрист, поет, драматург и автор на радиопиеси.

## Биография
Геролд Шпет е роден в Раперсвил край Цюрихското езеро в семейството на майстор на органи. След като завършва гимназия, изкарва професионално обучение за експортен търговец. Живее продължително във Вьове, Лондон и Фрибур.
Шпет започва да пише през 1968 г., но до 1975 г. работи в бащиното си предприятие „Органи Шпет“. Днес живее със семейството си в Италия и Ирландия.
Геролд Шпет е член на швейцарския ПЕН клуб, и член-кореспондент на Баварската академия за изящни изкуства.

### Проза
- Unschlecht, Roman, 1970, 2006
- Stimmgänge, Roman, 1972, 2003
- Zwölf Geschichten, 1973
- Die heile Hölle, 1974, 2010
- Balzapf oder Als ich auftauchte, Roman 1977
- Phönix – die Reise in den Tag, Erzählungen, 1978
- Commedia, 1980, 2001
- Von Rom bis Kotzebue. 15 Reisebilder, 1982
- Sacramento. Neun Geschichten, 1983
- Sindbadland, 1984, 2002
- Barbarswila, Roman, 1988
- Stilles Gelände am See, Roman, 1991
- Das Spiel des Sommers neunundneunzig, 1993, 2009
- Die gloriose White Queen. Ein Abenteuer, 2001
- Familienpapiere. Gesammelte Geschichten, 2003
- Aufzeichnungen eines Fischers (das erste Jahr), 2006
- Mein Lac de Triomphe. Aufzeichnungen eines Fischers (das zweite Jahr), 2007
- Mich lockte die Welt, 2009
- Drei Vögel im Rosenbusch, Eine Erzählung, 2013

### Радиодрама
- Heisser Sonntag, 1971
- Mein Oktober: Höllisch, 1972
- Grund-Riss eines großen Hauses, 1974
- Schattentanz, 1976
- Morgenprozession, 1977
- Heisse Sunntig, 1978
- Lange Leitung, 1979
- In der Ferne eine Stadt, 1979
- Kalter Tag, 1980
- Langi Leitig, 1980/81
- Eine alte Geschichte, 1980/81
- Mein Besuch im Städtchen am See, 1986
- Der See am Morgen, 1986[1]
- Lasst hören aus alter Zeit, 1989/90
- Die Fahrt der „White Queen“, 1994
- Walser seelig Koch (ein Mädchen wird ermordet), 1995
- Iis und Bockpier, 1996
- Ein Nobelpreis wird angekündigt, 1999

### Пиеси
- Unser Wilhelm! Unser Tell!, 1986
- Commedia, 1988
- Sindbadland, 1990
- Commedia, 2002

## Награди и отличия
- 1970: „Награда Конрад Фердинанд Майер“
- 1979: „Награда Алфред Дьоблин“
- 1983: Targa d’Oro del Comune di Roma
- 1984: „Награда Георг Макензен“
- 1987: Hörspielpreis der Stiftung Radio Basel
- 1992: „Награда на Швейцарска Фондация „Шилер““ за отделна творба
- 2002: Kulturpreis des Kantons St. Gallen
- 2010: „Награда Готфрид Келер“